# Герб городского округа «Долинский»
Герб муниципального образования городской округ «До́линский» Сахалинской области Российской Федерации.

## Описание и обоснование символики
Зелёно-лазоревое поле скошено слева серебряной чешуйчатой нитью. В зелёном поле три серебряные лилии на стеблях с листьями (две справа одна слева), сопровождаемые слева ввёрху серебряной перевязью; в лазоревом поле серебряный обращённый вправо с воздетыми крыльями орёл, держащий в когтях золотую рыбу головой влево.
Герб муниципального образования городской округ «Долинский» многозначен.
Три серебряных цветка символизируют уважение жителей муниципального образования городской округ «Долинский» к государственной власти, которая в Российской Федерации осуществляется на основе разделения на законодательную, исполнительную и судебную.
При этом изображение на гербе лилии Глена связано с тем, что этот цветок произрастает только в Сахалинской области, в том числе и на территории муниципального образования городской округ «Долинский».
Геральдический орёл с воздетыми крыльями — символ высоты духа, аллегорически показывает редчайшую птицу-орлана, которая гнездится на территории района у мыса «Острый» и занесена в мировую «Красную книгу». Одновременно орёл символизирует храбрость, веру в победу, величие и власть, а его распростертые крылья — способность человека преодолевать трудности, устремление в будущее;
Золотая рыба, олицетворяющая всеобщее обновление природы, означает, что муниципальное образование городской округ «Долинский» изобилует рыбой, а одно из основных, занятий жителей района связано с рыболовством.
Серебряная перевязь аллегорически показывает самую большую реку муниципального образования городской округ «Долинский»— Найбу, которая вместе с притоками пронизывает с севера на юг 2/3 территории района, впадая в Охотское море.
Серебряная волнистая линия, разделяющая поле герба по диагонали снизу справа вверх влево, символизирует границу между сушей и морем и означает, что муниципальное образование городской округ «Долинский» расположен на восточном побережье острова Сахалин.
Зелено-лазоревое поле герба показывает богатую природу муниципального образования городской округ «Долинский», обилие лесов и широту прилегающей морской акватории.
Лазурь в геральдике — цвет ясного неба и моря, представляет высоту и глубину, постоянство и преданность, совершенство.
Зеленый цвет — символ надежды, радости, изобилия, обновления жизни.
Золото в геральдике — символ всего высшего, достоинства, славы, богатства, справедливости и великодушия.
Серебро — символ чистоты, целомудрия, мира, взаимосотрудничества.
Герб Долинского городского округа разработан при содействии Союза геральдистов России.
Автор герба: Вячеслав Грухин (г. Долинск); обоснование символики: Галина Туник (г. Москва); геральдическая доработка: Константин Мочёнов (г. Москва); компьютерный дизайн: Юрий Коржин (г. Воронеж)
Герб утверждён Решением Собрания муниципальное образование «Долинский район» № 160/18 от 26 апреля 2002 года.
Герб внесён в Государственный геральдический регистр Российской Федерации под № 953.
В 2006 году Долинский район был преобразован в Муниципальное образование «городской округ «Долинский».
Решением Собрания муниципального образования «городской округ Долинский» от 28 июля 2006 года № 172/17 были внесены изменения в решение Собрания МО «Долинский район» от 26 апреля 2002 года № 160/18 «Об утверждении герба муниципального образования Долинский район». В тексте решения слова «Долинский район» заменены на слова «городской округ «Долинский».